# SKA-Neva
La SKA-Neva San Pietroburgo (in russo Хоккейный Клуб СКА-Нева?, Khokkeynyy klub SKA-Neva) è una squadra professionistica russa di hockey su ghiaccio che gioca nella VHL, il secondo livello del campionato di hockey su ghiaccio russo. 

## Storia
Il club è stato fondato nel 2008 a San Pietroburgo con il nome di VMF San Pietroburgo, come squadra satellite della SKA Saint Petersburg, che milita in KHL. Dato che non è riuscita ad attrarre pubblico a San Pietroburgo, la franchigia è stata trasferita a Kondopoga, nella Repubblica di Carelia, durante la stagione 2012-2013. A partire dalla stagione 2013-14, la squadra ha cambiato nome in VMF Karelia. Nella stagione successiva il nome venne cambiato in SKA-Karelia. Infine, nel maggio 2015, il club è tornato a San Pietroburgo e ha definitivamente cambiato nome in SKA-Neva.